# Lagos Terre
Lagos Terre ou Lagos Mainland est une zone de gouvernement local de l'État de Lagos au Nigeria.